# Roland de Vaux
Roland de Vaux (ur. 17 grudnia 1903 w Paryżu, zm. 10 września 1971 w Jerozolimie) – francuski dominikanin, biblista, wieloletni dyrektor École Biblique w Jerozolimie.

## Działalność naukowa
Po ukończeniu studiów na Sorbonie przyjął święcenia kapłańskie i wstąpił do zakonu dominikanów. W 1933 r. przybył do Jerozolimy i resztę życia spędził w tamtejszej École Biblique et Archéologique Française, będąc najpierw jej studentem, następnie wykładowcą, a od 1945 do 1965 r. dyrektorem. Zajął się archeologią biblijną. Brał udział w wykopaliskach w Jerozolimie na Ofelu oraz kierował wykopaliskami w Tell el-Fra'ah (w pobliżu Nablus), utożsamianym z biblijną Tirsą, odkrył Kiriat Jearim związane z Arką Przymierza oraz Sadzawkę Owczą w Jerozolimie.
Sławę międzynarodową przyniosły mu prace prowadzone w Chirbet Kumran oraz odczytywanie i publikowanie znalezionych tam zwojów. Pierwsze wykopaliska w Kumran rozpoczął w grudniu 1951. Oprócz tego pracował w Wadi Murabba’at w 1952 i w 'Ein Feshkha, kilka kilometrów od Kumran w 1958 r., powracał jednak ciągle do Tell el-Far'ah w latach 1946–1960. Publikował głównie na łamach czasopisma Revue biblique, którego był redaktorem naczelnym w latach 1938-1965. Był znanym egzegetą katolickim. Jego osiągnięciem jest między innymi przyjęcie teorii czterech źródeł (J-E-D-P) w odniesieniu do Pięcioksięgu. Był inicjatorem i wydawcą Biblii jerozolimskiej.
De Vaux zmarł 10 września 1971 roku na atak serca w wieku 67 lat. Spoczywa w krypcie Bazyliki św. Szczepana w Jerozolimie.

## Publikacje
- R. de Vaux OP: Instytucje Starego Testamentu. T. 1. Poznań: Wydawnictwo „Pallotinum”, 2004. Brak numerów stron w książce